# Jeugd Luchtvaart Brigade

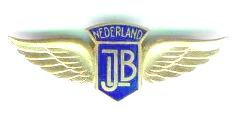
Insignia van de voormalige Jeugd Luchtvaart Brigade

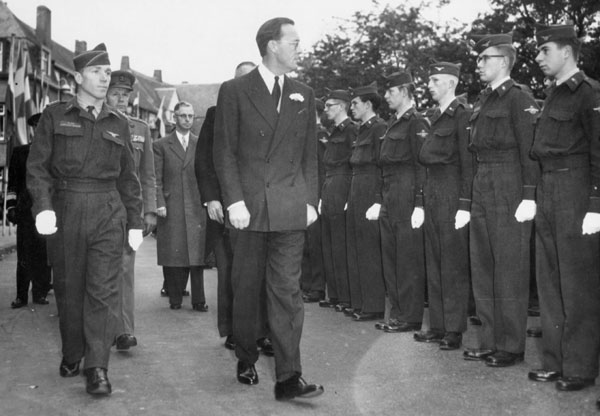
Den Haag, 1957, Prins Bernhard inspecteert JLB Erewacht tijdens verhuizing van het KNVvL kantoor

De Jeugd Luchtvaart Brigade (JLB) bestond in de jaren 1954 - 1966 in Nederland met het doel de jeugd geïnteresseerd te maken in de luchtvaart. Deze organisatie was een onderdeel van de Koninklijke Nederlandse Vereniging voor de Luchtvaart (KNVvL).

## Historie
De Jeugd Luchtvaart Brigade (JLB) wordt in Nederland aan het begin van 1954 opgericht. Het doel was de jeugd een beter begrip bij te brengen "van de civiele en militaire luchtvaart in de ruimste zin des woords en daarmede verband houdende diensten, waarbij zal worden gestreefd naar een harmonische ontwikkeling van geest en lichaam en in het bijzonder naar het aankweken van burgerzin en verantwoordelijkheidsbesef".
De JLB was open tot jongeren tussen vijftien en negentien jaar. De organisatie kende een rangenstelsel (cadet, cadet-voorman, cadet-voorman I, groepscommandant, enz.), en alhoewel cadetten tijdens bijeenkomsten waren geüniformeerd en het uniform van de Koninklijke Luchtmacht was afgeleid, genoten zij geen enkele militaire status.
De eerste afdeling van de JLB was de Groep Den Haag die op 28 maart 1954 op het Vliegveld Ypenburg, Den Haag, door de minister van Verkeer en Waterstaat, Jacob Algera, werd geïnstalleerd.
De groep Den Haag stond onder het commando van de heer J. van der Caaij, voorzitter van het bestuur van de afdeling model-vliegtuigsport en luchtvaartkennis van de KNVvL.
Op diverse Nederlandse vliegvelden worden meerdere groepen gevestigd: 1955 - Amsterdam; 1956 - Twenthe; 1957 - Rotterdam en Kennemerland; 1959 - Woensdrecht en Groningen.
De Jeugd Luchtvaart Brigade - Afdeling Nederlandse Antillen werd in 1959 op Curaçao opgericht en maakte haar eerste officiële optreden gedurende "Luchtvaartdag 1959" op 30 maart 1959.
In 1966 werd in Nederland de JLB formeel opgeheven.
De activiteiten van de JLB waren afhankelijk van medewerking met de KLM, de Koninklijke Luchtmacht en de Luchtvaartdienst van de Koninklijke Marine. Zodoende ontvingen de leden lessen over the onderwerp meteorologie gevolgd met een bezoek aan de afdeling KNMI op Schiphol, en waren er excursies naar het vliegkamp Valkenburg van de Marine Luchtvaartdienst, de Technische Hogeschool in Delft, het Nationaal Luchtvaart Laboratorium, het Nederlandse vliegdekschip Hr.Ms. Karel Doorman (1948) en het Amerikaanse vliegdekschip de Wasp in Rotterdam. Ook kon men rekenen op de medewerking van de JLB tijdens het organiseren van de periodiek terugkerende ILSY (Internationale LuchtvaartShow Ypenburg). Heel populair waren de jaarlijkse zomerkampen op de Nederlandse vliegvelden zoals Woensdrecht, Gilze-Rijen, Deelen en marine vliegkamp Valkenburg en deelname in internationale uitwisseling met verwante organisaties in Amerika, Engeland en Turkije .